# 苯甲腈
苯甲腈是具有示性式C6H5CN的芳香化合物，简写为PhCN。苯甲腈是一种無色，有甜杏仁味的液体。它可以通过苯甲酰胺脱水或者通过氰化钠和溴苯反应制备。

## 應用
苯甲腈是一种有用的溶剂，可以做成許多衍生物。它和胺反应的生成物水解後可得到N－取代的苯甲酰胺。它是通过与苯基溴化镁反应再甲醇解制备Ph2C=NH（沸点151 °C，8 mmHg）的前体。

## 歷史
苯甲腈最早于1844年被德國化學家赫尔曼·斐林发现，他利用加热苯甲酸铵，使其分解的方式得到。
2018年，苯甲腈被发现存在于星际物质中。

## 危害
燃烧苯甲腈会产生含有氢氰酸的气体。